# Archeomyrmococcus dolichoderi
Archeomyrmococcus dolichoderi  (лат.) — вид мирмекофильных насекомых-кокцид рода Archeomyrmococcus из семейства мучнистые червецы (Pseudococcidae).

## Распространение
Юго-Восточная Азия: Индонезия (Суматра, Sumatera Barat Province, Danau Maninjau).

## Описание
Микроскопического размера мучнистые червецы (длина 1-2 мм)

Питаются соками таких растений, как
- Rosaceae: Coffea.

Среди муравьёв симбионтов представители рода Dolichoderus: Dolichoderus furcifer.
Вид был впервые описан в 2002 году энтомологом Д. Уилльямсом (Williams, D.J.).